# Beca de tuna

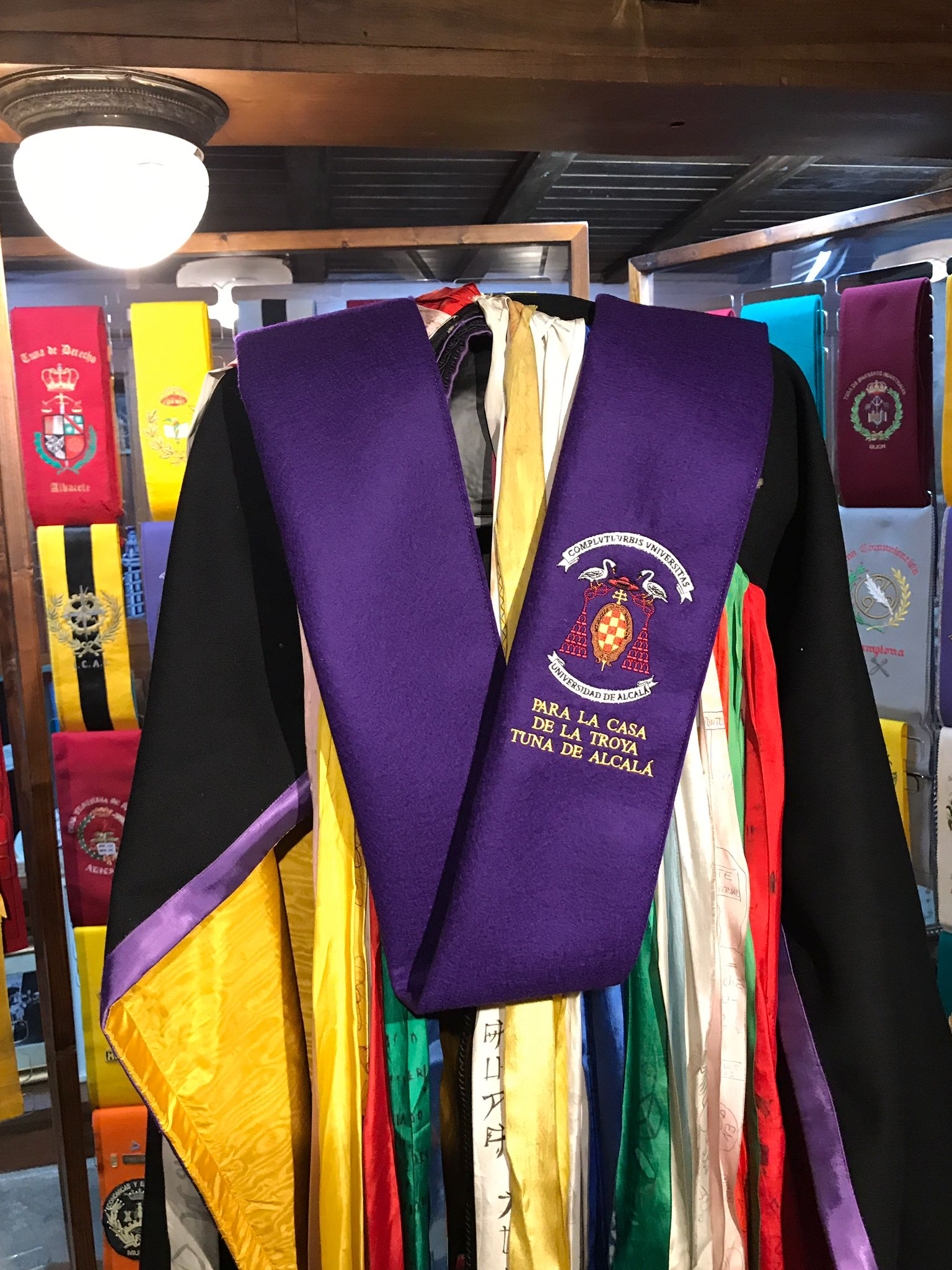
En el museo de la Casa de la Troya en Santiago, se encuentra la mayor colección de Becas de Tuna

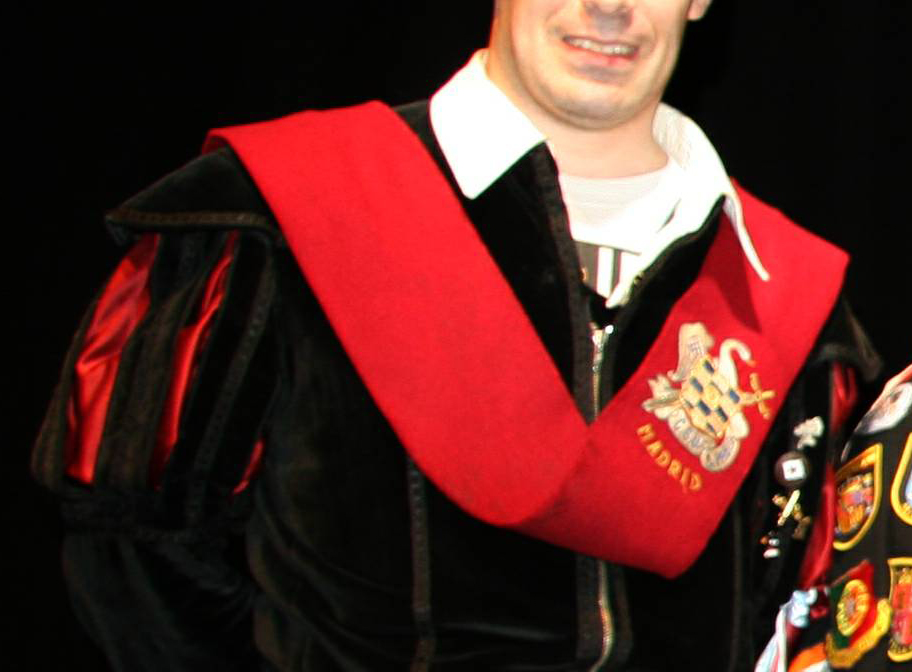
Beca de la Tuna San Pablo CEU de Madrid.

La beca de tuna es una pieza de indumentaria de gran peso específico en el traje de tuna, siempre con permiso de la capa de tuna.

## Descripción
Es el elemento más significativo y de mayor carga simbólica. Es una banda que se porta sobre el pecho y hombros por encima del jubón. El material habitualmente utilizado para su confección es el fieltro, paño o seda del color, y además en ella se borda el escudo de la universidad o facultad o escuela a la que está adscrita la tuna.
Es característico que solamente la puedan portar los miembros bautizados como veteranos o los distinguidos como tuno de honor. Excepcionalmente, existen dos tunas que no portan dicha indumentaria, siendo diferenciadas por el escudo bordado directamente en el traje sobre el pecho. Estas son la Tuna Compostelana (que lleva cosida la Cruz de Santiago) y la Tuna del Distrito de Granada (que lleva el escudo de la Universidad de Granada, que es el mismo que el blasón de Carlos V).
Habitualmente, las becas pertenecientes a tunas que representan a universidades o a facultades de estudios de licenciaturas o escuelas de ingeniería superior son de un solo color. Las becas de dos colores corresponden a estudios de diplomatura o ingenierías técnicas.

## Colores
Hay colores ya predefinidos de diferentes carreras y universidades:
- Rojo: derecho
- Rosa fucsia: odontología
- Amarillo: medicina
- Azul celeste: humanidades (Filosofía y Letras) e Informática
- Azul cobalto o morado: ciencias y arquitectura
- Azul turquesa: óptica y optometría
- Verde: empresariales, pedagogía, veterinaria, nutrición y dietética e ingenieros de montes.
- Naranja: económicas y empresariales
- Marrón o azul: ingenierías
- Naranja óxido: ingeniería agroalimentaria
- Violeta: farmacia
- Morado: ingenierías (también azul) y psicología, aunque en un primer momento se adoptó el color "oro viejo" por corresponder a una escisión de Medicina
- Blanco: bellas artes, música, teología, arquitectura técnica y artes
- Gris plomo: ciencias de la Información, aunque se podría tildar como tirando a azul celeste por tratarse de unos estudios considerados como humanísticos en un primer término.
- Morado cardenalicio: Color del Cardenal Cisneros Fundador de la Universidad de Alcalá. Por ello se ha popularizado este color entre las tunas correspondientes a universidades (Tunas de la Universidad de Alcalá, de la Universidad Complutense de Madrid, de la Universidad San Pablo CEU de Madrid, de la Carlos III o de la Rey Juan Carlos)
- Obispo: corresponde a las tunas de distrito

Otras combinaciones de colores:
- Rojo y blanco: magisterio
- Rojo y negro: peritos
- Rojo y Azul: Tuna Universitaria San Andrés (La Paz - Bolivia)/ Color institucional.
- Guinda y negro: Tuna De La Escuela Superior De Comercio y Administración Del Instituto Politécnico Nacional (México)
- Naranja y morado: Ingenieros de Telecomunicaciones de Valencia
- Verde y blanco: Tuna de Distrito de Córdoba y Tuna de Ingenieros Técnicos Agrícolas de Sevilla
- Azul y verde: Universidad Veracruzana (México)
- Azul y amarillo: Tuna de la Universidad de Alfonso X el Sabio y Universidad de Concepción Campus Los Ángeles (Chile)
- Verde y negro: Tuna de la Universidad Politécnica del Valle de México (México)
- Azul marino: Tuna de la Benemérita Universidad Autónoma de Puebla
- Verde y gris: Tuna de la Escuela Superior de Ingeniería Mecánica y Eléctrica Unidad Zacatenco (IPN, México)
- Amarillo y negro: Tuna Mayor de la Universidad Alberto Hurtado (Chile)

## Escudos
Los escudos bordados tienen su propia historia, dependiendo de a qué institución pertenezca. El cisne que aparece, por ejemplo, en la Beca de la Tuna de la Universidad San Pablo CEU, hace referencia al Cardenal Cisneros, fundador de la Universidad Complutense, que también tiene un cisne en su escudo, y de cuyo respaldo nació la Universidad USP-CEU.
En las becas figura debajo del escudo el nombre de la ciudad de origen de la agrupación, salvo la primera tuna fundada de una especialidad, facultad o escuela específica, que se distingue precisamente por no indicarlo. Por ejemplo la Tuna de Ciencias de la Información de Madrid de la U.C.M. Universidad Complutense de Madrid —también llamada "Tuna de Periodismo"— es la tuna primigenia creada en una facultad donde se cursa la carrera de periodismo (se fundaron otras después en Pamplona y Sevilla). Tiene por tanto el derecho de no llevar el lugar de origen en la beca, en este caso "Madrid".